# Oleh Didenko
Oleh Mykolajowytsch Didenko (ukrainisch Олег Миколайович Діденко; * 8. Mai 1980 in Snjatyn, Ukrainische SSR) ist ein ukrainischer Jurist. Als Vorsitzender der Zentralen Wahlkommission der Ukraine ist er seit Oktober 2019 Behördenleiter einer obersten nationalen Behörde der Ukraine.

## Leben
Oleh Didenko kam in der Stadt Snjatyn in der ukrainischen Oblast Iwano-Frankiwsk zur Welt. Nachdem er 2002 die Juristische Fakultät der Jurij-Fedkowytsch-Universität in Czernowitz absolviert hatte, war er von 2003 bis 2014 als Assistent verschiedener Abgeordneter tätig.
2007 war er als Rechtsberater sowie als erster stellvertretender Leiter der Rechtsabteilung im Zentralen Exekutivkomitee der politischen Partei Unsere Ukraine tätig.
In den Jahren 2007 bis 2010 war er Geschäftsführer der Legal Group Collegium LLC und darüber hinaus von 2008 bis 2014 als Rechtsanwalt in einer privaten Anwaltskanzlei tätig.
Im April 2014 wurde er Mitglied der Zentralen Wahlkommission der Ukraine und am 4. Oktober 2019 wurde er, in Nachfolge von Tetjana Slipatschuk, deren Vorsitzender.

## Ehrungen
- Verdienter Anwalt der Ukraine (2017)[3]